# Gunungidia crinita
Gunungidia crinita är en insektsart som beskrevs av Kuoh 1991. Gunungidia crinita ingår i släktet Gunungidia och familjen dvärgstritar. Inga underarter finns listade i Catalogue of Life.